# Acanthinevania sericans
Acanthinevania sericans är en stekelart som först beskrevs av John Obadiah Westwood 1851.  Acanthinevania sericans ingår i släktet Acanthinevania och familjen hungersteklar. Inga underarter finns listade i Catalogue of Life.